# Pulpahornen
Studentorkestern Pulpahornen bildades 1961 av studenter vid Tandläkarhögskolan i Malmö. Pulpahornen tillhör Odontologiska Studentkåren vid Malmö högskola och benämndes tidigare Brunnsorquestret Pulpahornen. Pulpahornen är idag Malmö högskolas enda studentorkester och består av studenter från främst Odontologiska Studentkåren och utexaminerade Pulpahorn, men söker också medlemmar från hela Studentkåren Malmö, Malmö högskolas studentkår. Pulpahornens motto är "Framgång, Hwilja och Spensth!".
Pulpahornen fick 1976 även dambaletten Kofferdamerna och senare också herrbaletten Bitewings, av vilka de senare för närvarande inte är aktiva, förutom vid större evenemang såsom Pulpahornens jubileum och Lundakarnevalen.
Namnen Pulpahornen, Kofferdamerna och Bitewings anspelar alla på uttryck inom tandvården.

## Sättning
Traditionell studentorkestersättning med diverse blås, slagverk, banjo och megafon, med tillskott av fiol.

## Repertoar
Repertoaren består i huvudsak av jazz från 20-talet och framåt, en och annan marsch, men även modernare musik från senare decennier.

## Uniform
Orkestern bär gula kockrockar och röda byxor. 
Kofferdamerna bär röda korta jackor och svarta byxor. 
Bitewings bär svarta overaller.